# Scott Foster (jégkorongozó)
Scott Foster (Sarnia, Ontario, 1982. január 17. –) kanadai jégkorongozó, kapus. Egyetlen hivatalos mérkőzésen védett az NHL-ben a 2018-as szezonban, a Chicago Blackhawks színeiben. A civilben könyvelőként dolgozó Foster a Winnipeg Jets elleni mérkőzésen vészkapusként állt be Anton Forsberg és Collin Delia sérülését követően. Gólt nem kapott, hét lövést védve ért el shotoutot, csapata pedig 6–2-es győzelmet aratott.

## Pályafutása

### Egyetemi évek
Foster a 2001-2002-es szezonban Western Ontario Hockey League-ben, azaz a juniorligában védett a Petrolia Jets csapatában. Ezt követően 2002-től négy szezonon át a Western Michigan University együttesében játszott az egyetemi bajnokságban. A 2002–2003-as szezonban 26 találkozón lépett jégre, a következő szezonban pedig harminchárom alkalommal. Az utolsó, 2005-2006-os bajnokságban már csak egy találkozón kapott lehetőséget.

### Chicago Blackhawks
Az NHL-ben van egy szabály, miszerint nem profi játékos is kaphat egynapos, úgynevezett a „one-day contract” szerződést, amit legtöbbször kapusok esetében alkalmaznak, lényege pedig, hogy amolyan vésztartalékként a csapata rendelkezésére álljon az adott játékos szükség esetén. A 2017-2018-as szezonban Foster tizenöt alkalommal ült a Chicago Blackhawks kispadján, de egyszer sem volt szükség a szolgálataira. 2018. március 30-án azonban Anton Forsberg és Collin Delia sérülése miatt a Winnipeg Jets elleni mérkőzésen az utolsó negyedórára be kellett állnia csapata kapujába. Ezt megelőzően 2016 decemberében Jorge Alves kapott hét másodpercet csapata, a Carolina Hurricanes egyik mérkőzésén, de ő koronghoz sem ért a neki jutó idő alatt.
Foster hét lövésből hetet hárított, shotoutot produkált, csapata pedig 6–2-re győzött. A Blackhawks szurkolói a mérkőzés után az ő nevét skandálták, Foster pedig 1982 óta a tizennyolcadik játékos lett aki pályafutását száz százalékos védési hatékonysággal zárta. Érdekesség, hogy Foster megkapta a találkozó korongját, de ezen felül semmilyen más anyagi juttatást nem kapott, ugyanis az amatőr szerződéssel rendelkezők az NHL szabályai szerint nem kaphatnak fizetést, sem pedig pénzdíjat.

## Élete
Foster Oak Parkban, Illiois államban él, könyvelőként dolgozik a Golub Capital nevű cégnél. Korábban a Aurora Investment Managementnél szintén könyvelőként dolgozott. Kapusként amatőr szinten, amolyan sörligában védett. Miután bemutatkozott az NHL-ben, a Chicago Steel felajánlotta, hogy felveszik könyvelőnek a klubhoz, azt remélve, hogy Foster szolgálataira kapusként is számíthatnak, ő azonban ezt visszautasította, családját és munkáját helyezve előtérbe a profi sporttal szemben.